# Haemaphysalis toxopei
Haemaphysalis toxopei är en fästingart som beskrevs av Warburton 1927. Haemaphysalis toxopei ingår i släktet Haemaphysalis och familjen hårda fästingar. Inga underarter finns listade i Catalogue of Life.